# Оре (река)
Оре (фр. Auray) је река у Француској. Дуга је 56 km. Улива се у Атлантски океан. 